# هنري مكماهون
المقدم السير فينسنت آرثر هنري مكماهون (بالإنجليزية: Lieutenant-Colonel Sir Vincent Arthur Henry McMahon)‏(1862 - 1949) الممثل الأعلى لملك بريطانيا في مصر (9 كانون2/يناير1915-1 كانون1/ديسمبر1917). اشتهر بـمراسلات الحسين – مكماهون مع شريف مكة الشريف الحسين بن علي في الفترة من 14 تموز/يوليو1915 إلى 10 آذار/مارس1916 خلال الحرب العالمية الأولى، وموضوعها المستقبل السياسي للأراضي العربية في آسيا حيث سعت بريطانيا لقيام العرب في الدولة العثمانية بثورةٍ مسلحةٍ ضدها. أشرف على المقاوضات السكرتير الشرقي في البعثة البريطانية بالقاهرة رونالد ستورس من خلال أربع رحلاتٍ قام بها إلى الحجاز، ومن خلال ترجمة وتلخيص رسائل الشريف وتضمين فحواها في تقاريره إلى مكماهون والخارجية البريطانية، والإشراف على صياغة الردود البريطانية باسم مكماهون عليها. جاءت مذكرات رونالد ستورس (الصادرة في لندن 1937) خلواً من الإشارة للمراسلات لأنها صدرت قبل أن تكشف السرية عنها، ولكن من الواضح أن ستورس كان مشرفاً على العلاقات مع العرب قبل أن يتسلم المكتب العربي في القاهرة التابع للمخابرات البريطانية (والذي كان يتبع له لورنس) مسؤولية ذلك.
وعد مكماهون الحسين بن علي باعتراف بريطانيا باستقلال الجزء العربي من قارة آسيا (عدا عدن المحمية البريطانية) إذا ماشارك العرب إلى جانبها في الحرب ضد الدولة العثمانية.
منح عام 1920 وسام النهضة من الدرجة الأولى من قبل الشريف الحسين ملك الحجاز، ورفع عام 1925 إلى درجة فارس العدالة في نظام سان جون.

## رتب وألقاب
- 1862-1882: أرثر هنري مكماهون
- 1882-1894: الملازم أرثر هنري مكماهون
- 1894-1895: Lieutenant Arthur Henry McMahon, CIE
- 1895-1897: Captain Arthur Henry McMahon, CIE
- 1897-1901: Captain Arthur Henry McMahon, CSI, CIE
- 1901-1906: Major Arthur Henry McMahon, CSI, CIE
- 1906-1909: Major Sir Arthur Henry McMahon, KCIE, CSI
- 1909-1911: Lieutenant-Colonel Sir Arthur Henry McMahon, KCIE, CSI
- 1911-1916: Lieutenant-Colonel Sir Arthur Henry McMahon, GCVO, KCIE, CSI
- 1916-1949: Lieutenant-Colonel Sir Arthur Henry McMahon, GCMG, GCVO, KCIE, CSI